# Hennit Carolina López
Hennit Carolina López es una jueza venezolana que ha llevado los juicios del atentado de Caracas de 2018 y el de la Operación Gedeón en 2020.

## Carrera
Siendo jueza en competencia de terrorismo, ha asumido los juicios del atentado de Caracas de 2018 y el de la Operación Gedeón en 2020. El 4 de agosto de 2022 sentenció a 17 de los imputados en el caso de los drones con penas de entre 5 y 30 años de cárcel, incluyendo la pena máxima para 12 de los acusados y 8 años de prisión para el diputado Juan Requesens, siendo la primera vez que se sentencia a un diputado en ejercicio sin un antejuicio de mérito. El 22 de mayo de 2024 sentenció a 29 personas acusadas de estar relacionadas con la Operación Gedeón a entre 21 y 30 años de prisión, incluyendo a 20 imputados con la condena máxima.